# Chipchase Castle
Chipchase Castle er et jacobetiansk landsted fra 1600-tallet, der har inkorporerert et stort pele tower fra 1300-tallet, der står nord for Hadrians mur nær Wark on Tyne, mellem Bellingham og Hexham i Northumberland, England.
Det er et Scheduled Ancient Monument og en listed building af første grad.